# Sukhoritxia
Sukhoritxia (en (ucraïnès): Сухоріччя, en rus: Сухоречье) és un poble de la República Autònoma de Crimea, a Ucraïna, que el 2014 tenia 58 habitants. Pertany al districte de Simferòpol.